# Модернізм

Анрі Матісс, «Танець», 1910 р., музей Ермітажу, Санкт-Петербург, Росія. На початку XX століття Анрі Матісс та кілька інших молодих художників, серед яких докубіст Жорж Брак, Андре Дерен, Рауль Дюфі та Моріс де Вламінк, зробили революційний паризький світ мистецтва «дикими», різнобарвними, виразними пейзажами та малюнками що критики називали фовізмом. Друга версія картини «Танець» Матісса означає ключовий момент у його кар'єрі та розвитку сучасного живопису.

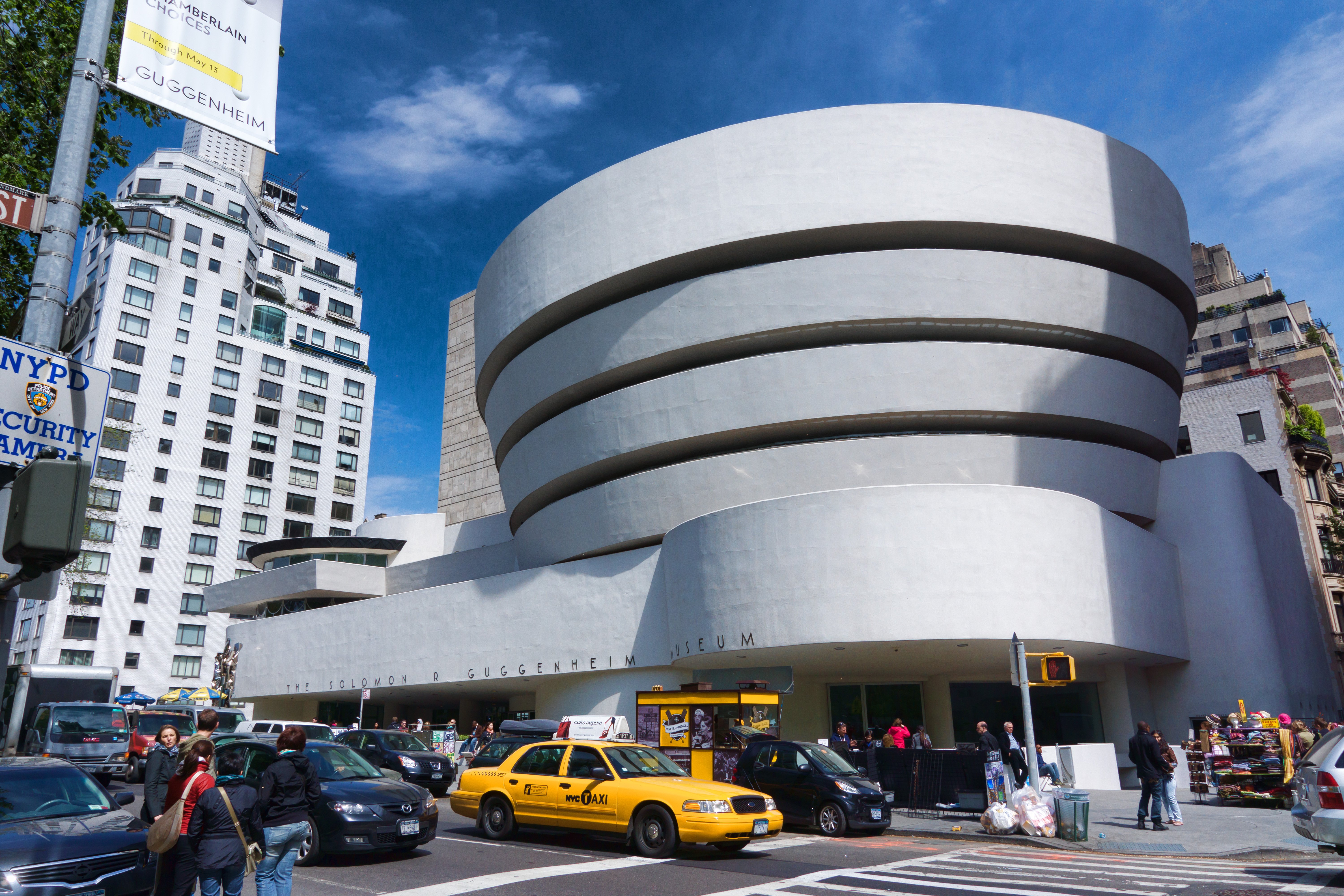
Френк Ллойд Райт, музей Соломона Гуггенхайма 1946–1959

Модернізм (дослівно — «осучаснений», від лат. modernus — сучасний) — це філософський і мистецький рух, який поряд з культурними течіями та змінами виник через широкомасштабні та далекосяжні трансформації у західному суспільстві в кінці XIX — початку XX століть. Серед факторів, що формували модернізм, були розвиток сучасних індустріальних суспільств та швидке зростання міст, а потім реакції на жахи Першої світової війни. Модернізм також відкинув визначеність мислення просвітництва, хоча багато модерністів також відкидали релігійну віру.
Модернізм, як правило, включає діяльність та творіння тих, хто відчував традиційні форми мистецтва, архітектури, літератури, релігійної віри, філософії, соціальних організацій, діяльність щоденного життя і науки стали непристосованими до своїх завдань і застаріли в новому економічному, соціальному та політичному середовищі сформованого індустріалізованого світу. Заклик поета Езра Паунда 1934 р. «Зробіть це новим!» був наріжним каменем руху. У цьому русі інновації, як роман потоку свідомості, атональна (або пантональна) та додекафонія музики, дивізіоністський живопис та абстрактне мистецтво, мали попередників у XIX столітті.
Помітними характеристиками модернізму є самосвідомість та іронія стосовно літературних та соціальних традицій, що часто призводило до експериментів із формою, поряд із застосуванням прийомів, що привертали увагу до процесів та матеріалів, які використовуються при створенні картин, поем, будівель, творів мистецтва, тощо. Модернізм явно відкидав ідеологію реалізму
У той час як одні вчені вважають, що модернізм продовжується в XXI столітті, інші стверджують, що він перетворюється на пізній модернізм або високий модернізм. Постмодернізм — це відхід від модернізму і спростовування його основних принципів.

## Визначення
Деякі коментатори визначають модернізм як спосіб мислення — одна чи декілька філософсько визначених характеристик, як самосвідомість або самонавіювання, що стосуються всіх новинок у мистецтві та дисциплінах. Більш поширеними, особливо на заході, є ті, хто сприймає це як суспільно-прогресивну тенденцію думки, яка підтверджує силу людей створювати, вдосконалювати та переробляти своє середовище за допомогою практичних експериментів, наукових знань чи технологій. З цієї точки зору модернізм заохочував переосмислити всі аспекти існування — від комерції до філософії, з метою знайти те, що «стримувало» прогрес, і замінити його новими шляхами досягнення тієї самої мети.
Інші акцентують увагу на модернізмі як естетичному самоаналізі. Це полегшує розгляд конкретних реакцій на використання технологій у Першій світовій війні та антитехнологічних й нігілістичних аспектів творів різних мислителів і художників, що охоплюють період від Фрідріха Ніцше (1844–1900) до Самуеля Бекета (1906–1989).
На думку Роджера Ґріффіна, модернізм можна визначити як широку культурну, соціальну чи політичну ініціативу, підтримувану етосом «тимчасовості нового». Модернізм прагнув відновити, пише Ґріффін, «відчуття піднесеного порядку та мети сучасного світу, тим самим протидіючи (уявній) ерозії всебічного „номосу“, або „священного балдахіна“, під фрагментарним та секуляризуючим впливом сучасності». Тому явища, очевидно, не пов'язані один з одним, такі як «експресіонізм, футуризм, віталізм, теософія, психоаналіз, натуризм, євгеніка, утопічне містобудування та архітектура, сучасний танець, більшовизм, органічний націоналізм — і навіть культ самопожертви, який підтримував гекатомб Першої світової війни — розкрити загальну причину та психологічну матрицю в боротьбі проти (уявного) декадансу». Усі вони втілюють прагнення на доступ до «надособистого досвіду реальності», в якому люди вірили, що вони можуть подолати власну смертність, і, врешті, стати творцями історії, а не її жертвами.

## Рання історія

### Витоки

«Свобода, що веде народ» Ежен Делакруа, 1830, романтичний витвір мистецтва

Як стверджує один критик, модернізм розвинувся з бунту романтизму проти наслідків промислової революції та буржуазних цінностей: «Основним мотивом модернізму, стверджує Ґрафф, була критика буржуазного суспільного устрою ХІХ століття та його світогляду […] модерністи, несучи факел романтизму». У той час, як Дж. М. Тернер (1775–1851), один з найбільших пейзажистів 19 століття, був членом романтичного руху, як «піонер у вивченні світла, кольору та атмосфери», він «передбачив французьких імпресіоністів» і, отже, модернізм, «у руйнуванні традиційних формул репрезентації; [хоча] на відміну від них, він вважав, що його твори завжди повинні виражати значні історичні, міфологічні, літературні чи інші оповідні теми».

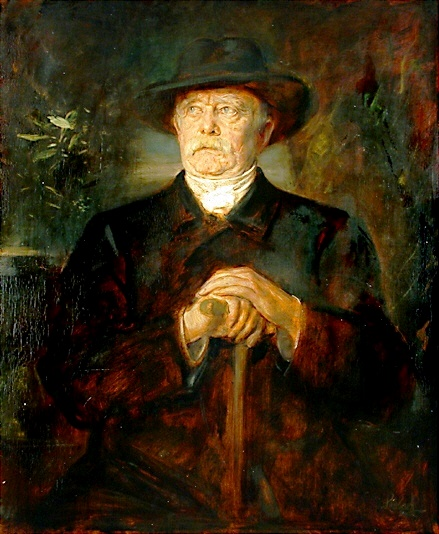
Реалістичний портрет Отто фон Бісмарка. Модерністи засудили реалізм.

Панівним тенденціям індустріальної вікторіанської Англії давали відсіч, приблизно з 1850-х років,  англійські поети та живописці, що становили Прерафаелітське братство, з принципом «протидії технічній майстерності без натхнення».:815 На них вплинули праці мистецтвознавця Джона Раскіна (1819–1900), які містили сильні почуття щодо ролі мистецтва, яке допомагає покращити життя міських робітничих класів у промислових містах Британії, які швидко розросталися.:816
Мистецтвознавець Клемент Грінберг описує Братство Прерафаелітів як протомодерністів: «Протомодерністи були, з усіх людей, саме прерафаелітами (і навіть до них, прото-прото-модерністами, були німецькі Назарени). Прерафаеліти насправді передвіщали Мане (1832–83), з якого однозначно починається модерністський живопис. Вони були невдоволені живописом, який практикували у той час, вважаючи, що реалізм недостатньо правдивий» Раціоналізм також мав опонентів серед філософів, зокрема Сорена К'єркегора (1813–55) та пізніше Фрідріха Ніцше (1844–1900), які обоє мали значний вплив на екзистенціалізм та нігілізм.:120
Однак, промислова революція тривала. Тривало і впровадження інновацій, включаючи парові двигуни, розвиток залізниць у Британії у 1830-х роках, та подальші досягнення в галузі фізики, техніки та архітектури, пов'язані з цим. Основним інженерним досягненням XIX століття став Кришталевий палац, величезний виставковий зал з чавуну та пластинкового скла, побудований для Всесвітньої виставки 1851 року в Лондоні.
Скло і залізо при побудові використали приблизно таким же чином, як при будівництві великих залізничних терміналів в Лондоні, таких як Станція Паддінгтон (1854) і станція Кінгс-кросс (1852). Цей технологічний прогрес призвів до будівництва пізніших конструкцій, зокрема Бруклінського мосту (1883) та Ейфелевої вежі (1889). Остання «зламала» усі попередні обмеження щодо висоти рукотворних об'єктів. Ці дива інженерії докорінно змінили середовище ХІХ століття та повсякденне життя у містах. Саме сприйняття часу людиною змінилося зі створенням електричного телеграфа у 1837 році та прийняттям британськими залізничними компаніями стандартного часу з 1845 року, і пізнішому переході на нього решти світу протягом наступних п'ятдесяти років.
Незважаючи на постійний технологічний прогрес, ідея про те, що історія та цивілізація за своєю суттю є прогресивними, і що прогрес це завжди добре, у дев’ятнадцятому столітті зазнавала все більшої критики. Виникли дискусії про те, що цінності митця та суспільства не просто відрізняються, а є протилежними. Що суспільство протилежно прогресу і не може рухатися вперед у теперішньому стані.
На початку століття філософ Шопенгауер (1788–1860) («Світ як воля і представлення», 1819) поставив під сумнів попередній оптимізм, і його ідеї мали значний вплив на пізніших мислителів, зокрема Ніцше. Двома найзначнішими мислителями середини ХІХ століття були біолог Чарльз Дарвін (1809–1882), автор «Походження видів» (1859) та політолог Карл Маркс (1818–1883), автор книги «Капітал. Критика політичної економії» (1867). Теорія еволюції Дарвіна шляхом природного відбору підірвала релігійну визначеність та ідею унікальності людини. А саме, уявлення про те, що людиною керують ті ж імпульси, що і «нижчими тваринами», важко було узгодити з ідеєю благородної духовності. Карл Маркс же стверджував існування фундаментальних протиріч всередині капіталістичної системи, і що робітники є якими завгодно, але не вільними.

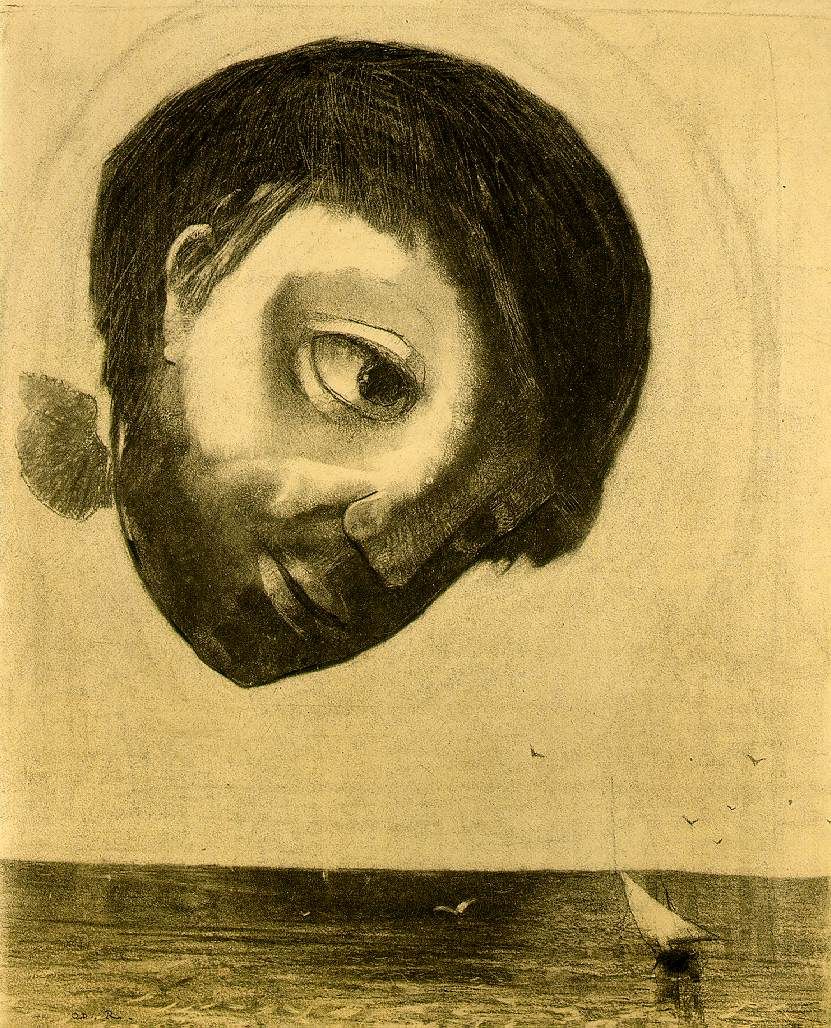
Оділон Редон, «Охоронний дух вод», 1878 р., Вугілля на папері, Інститут мистецтв Чикаго

## Відмінності між модернізмом і постмодернізмом
На початку 1980-х постмодерністський рух у мистецтві та архітектурі почав утверджувати свої позиції за допомогою різних концептуальних та інтермедійних форматів. Постмодернізм у музиці та літературі почав з'являтись раніше. У музиці постмодернізм описується в одному довідковому творі як «термін, запроваджений у 1970-х роках» тоді як в британській літературі «The Oxford Encyclopedia of British Literature» бачить модернізм «поступаючись своїм переважанням постмодернізму» ще в 1939 році. Однак дати є дуже дискусійними, особливо, як стверджує Андреас Гюйссен: «постмодернізм одного критика — інший критичний модернізм». Сюди входять ті, хто критично ставиться до поділу між двома і розглядає їх як два аспекти одного руху, і вважає, що пізній модернізм триває.
Модернізм — всеосяжна етикетка для найрізноманітніших культурних рухів. Постмодернізм — це, по суті, централізований рух, який назвав себе на основі соціополітичної теорії, хоча цей термін зараз використовується в ширшому значенні для позначення діяльності з XX століття і далі, яка виявляє усвідомлення та переосмислення сучасного.
Постмодерністська теорія стверджує, що спроба канонізувати модернізм «за фактом» приречена на нерозбірливі суперечності.
У більш вузькому розумінні те, що було модерністським, не обов'язково було також постмодерним. Ті елементи модернізму, які підкреслювали переваги раціональності та соціально-технологічного прогресу, були лише модернізмом.
Порівняльні таблиці рис модернізму та постмодернізму за Брайніним-Пассеком та Іхабом Хассаном див. у статті Постмодернізм.

## Критика та ворожість до модернізму

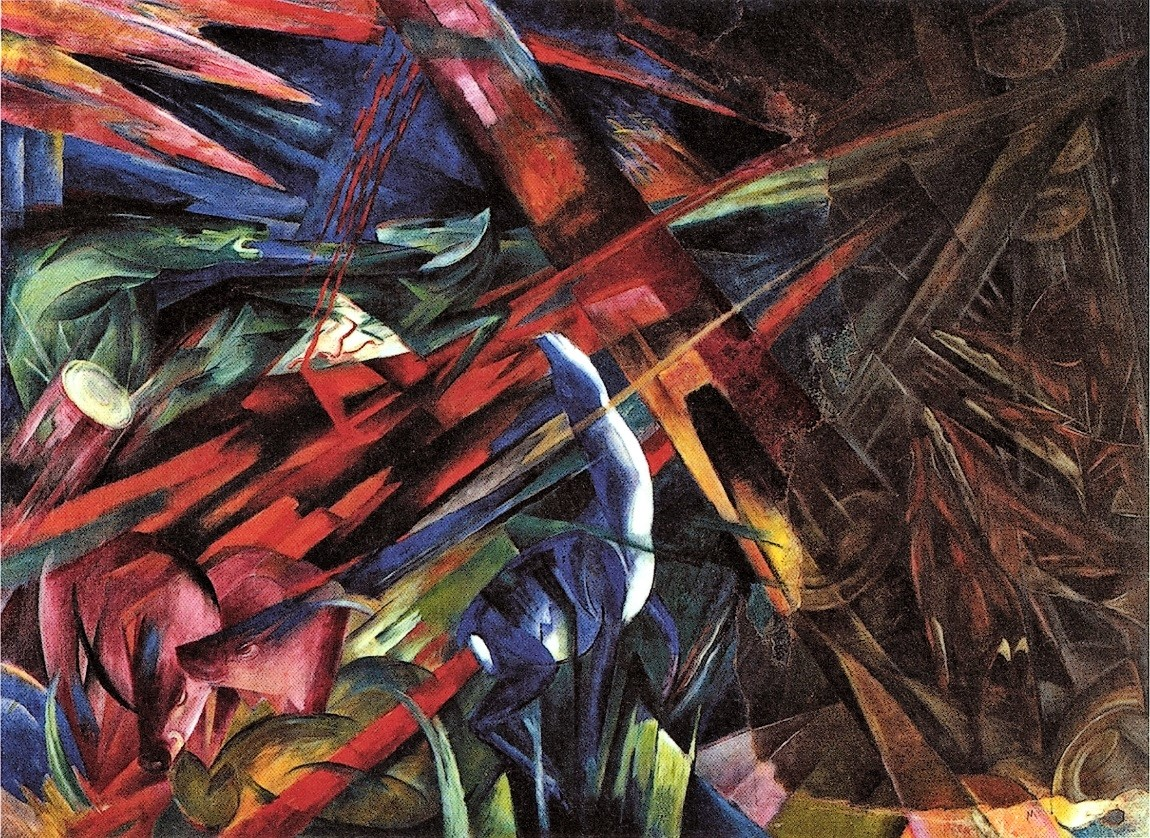
Франц Марк, «Доля тварин», 1913 р. Полотно. Робота була викладена на виставці «Дегенеративне мистецтво» у Мюнхені, нацистська Німеччина, 1937 рік.

Наголос модернізму на свободі вираження поглядів, експериментування, радикалізмі та примітивізмі не враховує традиційних очікувань. У багатьох видах мистецтва це часто означало вражаючу та відчужуючу авдиторію з химерними та непередбачуваними ефектами, як у дивних і тривожних поєднаннях мотивів сюрреалізму або використання крайнього дисонансу та атональності в модерністській музиці. У літературі це часто включало відмову від розбірливих сюжетів чи характеристику в романах або створення віршів, що протиставляли чітку інтерпретацію.
З 1932 року соціалістичний реалізм почав витісняти модернізм у Радянському Союзі; він раніше схвалював футуризм та конструктивізм. Нацистський уряд Німеччини вважав модернізм нарцисичним і безглуздим, а також «єврейським» (див. антисемітизм) та «негро». Нацисти виставили картини модерну поряд з творами психічно хворих на виставці під назвою «Дегенеративне мистецтво». Звинувачення у «формалізмі» можуть призвести до кінця кар'єри, або ще гірше. З цієї причини багато модерністів післявійськового покоління вважали, що вони є найважливішою опорою проти тоталітаризму, «канаркою у вугільній шахті», чиї репресії з боку уряду чи іншої групи з передбачуваною владою представляли попередження про загрозу окремих свобод. Луї А. Сасс порівняв божевілля, зокрема шизофренію, та модернізм менш фашистським шляхом, зазначивши їх спільні диз'юнктивні розповіді, сюрреалістичні образи та непослідовність.
Насправді модернізм процвітав переважно у споживчому/капіталістичному суспільствах, незважаючи на те, що його прихильники часто відкидали саме споживацтво. Однак високий модернізм почав зливатися з споживчою культурою після Другої світової війни, особливо протягом 1960-х років. У Британії виникла молодіжна субкультура, яка називає себе «модерністською» (зазвичай її скорочують до Мод), слідуючи за такими представницькими музичними групами як The Who і The Kinks. Подібні Боб Ділан, Серж Генсбур та The Rolling Stones поєднували популярні музичні традиції з віршами модернізму, приймаючи літературні пристрої, похідні від Джеймса Джойса, Семюеля Бекета, Джеймса Турбера, Т. С. Еліота, Гійом Аполлінера, Аллена Гінзберга та інших. The Beatles розвивався в аналогічних напрямках, створюючи різні модерністські музичні ефекти на кількох альбомах, тоді як музиканти, такі як Френк Заппа, Сід Барретт і Капітан Біфхерт, виявилися ще більш експериментальними. Модерністські пристрої також почали з’являтися у популярному кіно, а згодом у музичних відео. Модерністський дизайн також почав увійти в мейнстрим популярної культури, оскільки спрощені та стилізовані форми стали популярними, часто пов’язаними з мріями про майбутнє високотехнологічне космічної ери.
«Антимодерні» або «контрмодерні» рухи прагнуть підкреслити цілісність, зв'язок і духовність як засоби чи антидоти проти модернізму. Такі рухи розглядають модернізм як редукціонізм, а тому піддаються неможливості побачити системні та виникаючі наслідки. Багато модерністів прийшли до цієї точки зору, наприклад, Пол Гіндеміт у своєму пізньому повороті до містицизму. Такі письменники, як Пол Х. Рей та Шеррі Рут Андерсон, у «Культурних творцях: як 50 мільйонів людей міняють світ» (2000), Фредрік Тернер у «Культурі надії» та Лестер Браун у плані B, сформулювали критику основної ідеї самого модернізму — що індивідуальне творче вираження повинно відповідати реаліям технології. Натомість, вони стверджують, індивідуальна творчість повинна зробити повсякденне життя більш емоційно прийнятною.
Деякі художники-традиціоналісти, як Олександр Стоддарт, взагалі відкидають модернізм як продукт «епохи фальшивих грошей, пов'язаних з помилковою культурою».
У деяких сферах наслідки модернізму залишаються сильнішими та стійкішими, ніж в інших. Образотворче мистецтво зробило найповніший розрив зі своїм минулим. Більшість великих столичних міст мають музеї, присвячені сучасному мистецтву, відмінні від ренесансного мистецтва (c. 1400 — c. 1900). Прикладами є Музей модерного мистецтва в Нью-Йорку, Тейт Модерн у Лондоні та Центр Жоржа Помпіду в Парижі. Ці галереї не роблять різниці між модерністською та постмодерністською фазами, розглядаючи їх як розвиток у рамках сучасного мистецтва. 

## Галерея

Маріо Елой Автопортрет, c. 1936–39 рр. Полотно, олія 35 х 27 см
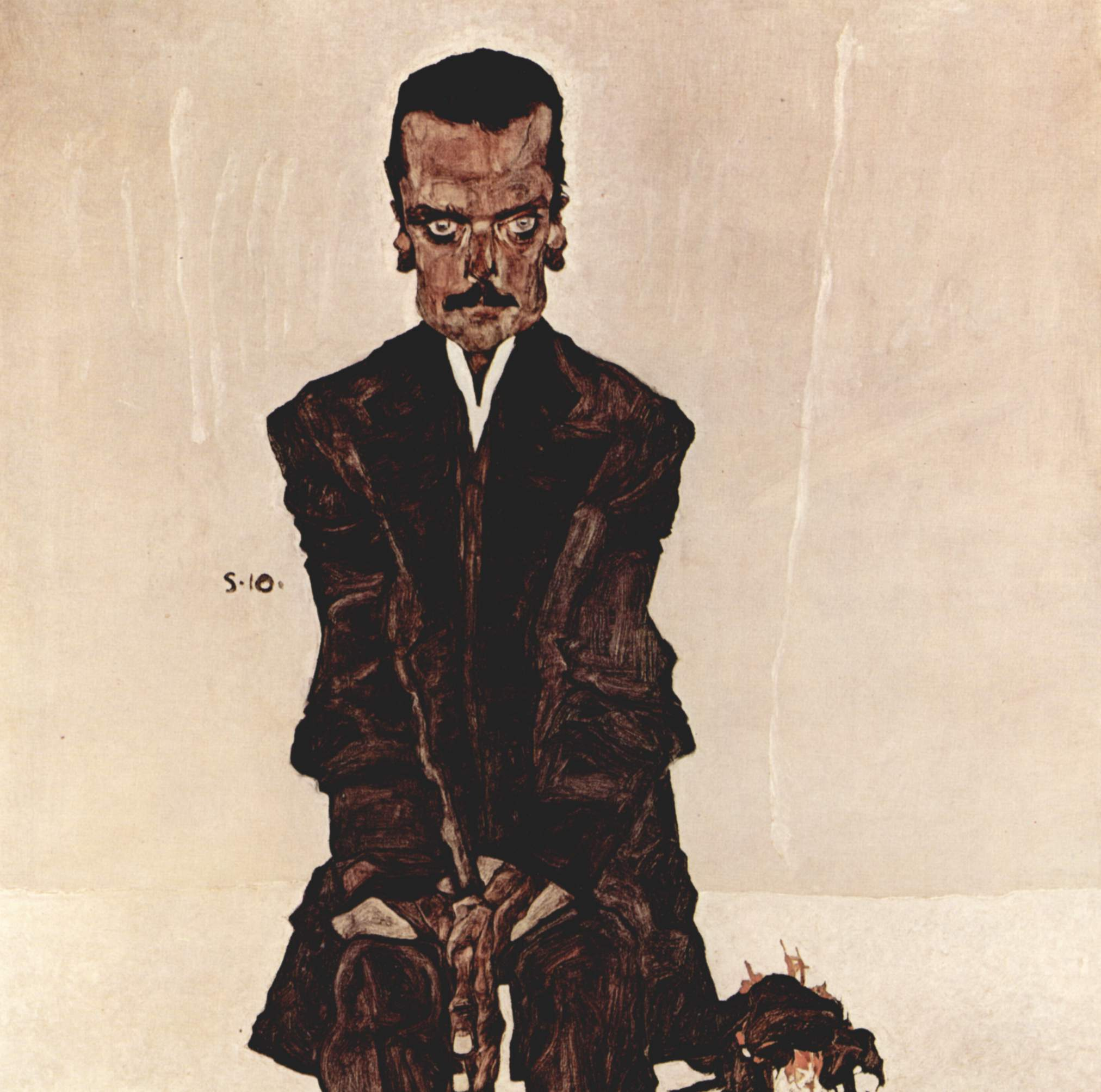
Егон Шиле Портрет Едуарда Космака (1910)

## Нотатки
- M. Ржевська.Модернізм // Українська музична енциклопедія. — К. : Ін-т мистецтвознавства, фольклористики та етнології ім. М. Т. Рильського НАН України, 2011. — Т. 3. — С.  447-450
- John Barth (1979) The Literature of Replenishment[en], later republished in The Friday Book (1984).
- Eco, Umberto (1990) Interpreting Serials in The limits of interpretation, pp. 83–100, excerpt [Архівовано 21 липня 2011 у Wayback Machine.]
- Everdell, William R.[en] (1997) The First Moderns: Profiles in the Origins of Twentieth Century Thought[en] (Chicago: University of Chicago Press).
- Gerald Graff[en] (1973) The Myth of the Postmodernist Breakthrough, TriQuarterly[en], 26 (Winter, 1973) 383–417; rept in The Novel Today: Contemporary Writers on Modern Fiction Malcolm Bradbury, ed. (London: Fontana, 1977); reprinted in Proza Nowa Amerykanska, ed., Szice Krytyczne (Warsaw, Poland, 1984); reprinted in Postmodernism in American Literature: A Critical Anthology, Manfred Putz and Peter Freese, eds. (Darmstadt: Thesen Verlag, 1984), 58–81.
- Gerald Graff (1975) Babbitt at the Abyss: The Social Context of Postmodern. American Fiction, TriQuarterly, No. 33 (Spring 1975), pp. 307–337; reprinted in Putz and Freese, eds., Postmodernism and American Literature.
- Orton, Fred and Pollock, Griselda (1996) Avant-Gardes and Partisans Reviewed [Архівовано 6 серпня 2020 у Wayback Machine.], Manchester University.
- Steiner, George (1998) After Babel[en], ch.6 Topologies of culture, 3rd revised edition
- Art Berman (1994) Preface to Modernism, University of Illinois Press.